# 221 (număr)
221 (două sute douăzeci și unu) este numărul natural care urmează după 220 și precede pe 222 într-un șir crescător de numere naturale.

## În matematică
221:
- Este un număr impar.
- Este un număr compus:[1]
- Este un număr deficient:[2][3] {\displaystyle 1+11+19=31<209}.
- Este un număr semiprim.[4][5]
- Este un număr briliant.[6][7] deoarece este un produs de numere prime având același număr de cifre.
- Este un număr centrat pătratic.[8][9]
- Este un număr centrat 22-gonal.[10][11]
- Pentru 221 valoarea funcției Mertens este 5, un record care se păstrează până la numărul 554
- Este suma a cinci numere prime consecutive: {\displaystyle 221=37+41+43+47+53\,}.
- Este suma a nouă numere prime consecutive: {\displaystyle 221=11+13+17+19+23+29+31+37+41\,}.
- Sunt 221 de posibilități de a primi un as la distribuția a două cărți de joc dintr-un pachet de 52.

## În știință

### În astronomie
- Obiectul NGC 221 din New General Catalogue este o galaxie eliptică cu o magnitudine 8,08 în constelația Andromeda.
- 221 Eos este un asteroid din centura principală.
- 221P/LINEAR este o cometă periodică din sistemul nostru solar.